# Nevidzany (Trenčín)
Nevidzany (em húngaro: Nevigyén) é um município da Eslováquia, situado no distrito de Prievidza, na região de Trenčín. Tem 11,78 km² de área e sua população em 2018 foi estimada em 295 habitantes.

## Demografia
| Ano:        | 1994 | 2004   | 2014   | 2024   |
| ----------- | ---- | ------ | ------ | ------ |
| Broj ljudi: | 301  | 297    | 305    | 298    |
| Razlika:    |      | -1,32% | +2,69% | -2,29% |

| Ano:               | 2023 | 2024   |
| ------------------ | ---- | ------ |
| Número de pessoas: | 301  | 298    |
| Diferença:         |      | -0,99% |